# Jessica Rossi
Jessica Rossi (* 7. Januar 1992 in Cento) ist eine italienische Sportschützin. Sie startet in der Disziplin Trap und wurde in dieser Disziplin 2012 Olympiasiegerin.

## Werdegang
Sie wurde 2007 Juniorenweltmeisterin im Trap. Beim World Cup 2008 in Minsk wurde sie Sechste. Bislang gewann sie fünf Goldmedaillen bei Weltmeisterschaften. Zudem wurde sie 2009 Europameisterin. Bei den Olympischen Spielen 2012 in London gewann sie Gold mit 99 Punkten. Damit stellte sie einen neuen Weltrekord im Finale und in der Qualifikation mit 75 Punkten auf.
Während der Eröffnungsfeier der Olympischen Sommerspiele 2020 war sie, gemeinsam mit dem Radrennfahrer Elia Viviani, die Fahnenträgerin ihrer Nation.
Bei den Weltmeisterschaften 2023 in Baku gewann sie im Einzel die Silbermedaille und wurde mit der Mannschaft Weltmeisterin.

## Auszeichnungen
- Italiens Sportlerin des Jahres (La Gazzetta dello Sport): 2013